# Canadá en los Juegos Paralímpicos de Turín 2006
Canadá estuvo representado en los Juegos Paralímpicos de Turín 2006 por un total de 34 deportistas, 27 hombres y siete mujeres.

## Medallistas
El equipo paralímpico canadiense obtuvo las siguientes medallas:
| Nombre | Deporte                    | Evento                                     |
| --- | -------------------------- | ------------------------------------------ |
| Oro |                            |                                            |
| Karen Blachford Sonja Gaudet Gerry Austgarden Gary Cormack Chris Daw | Curling en silla de ruedas | Torneo mixto                               |
| Lauren Woolstencroft | Esquí alpino               | Eslalon gigante de pie femenino            |
| Brian McKeever | Esquí de fondo             | 5 km discapacidad visual masculino         |
| Brian McKeever | Esquí de fondo             | 10 km discapacidad visual masculino        |
| Jeremy Booker Bradley Bowden Billy Bridges Marc Dorion Raymond Grassi Jean Labonté Hervé Lord Shawn Matheson Graeme Murray Todd Nicholson Mark Noot Paul Rosen Benoit St-Amand Dany Verner Greg Westlake | Hockey sobre hielo         | Torneo masculino                           |
| Plata |                            |                                            |
| Lauren Woolstencroft | Esquí alpino               | Supergigante de pie femenino               |
| Chris Williamson | Esquí alpino               | Descenso discapacidad visual masculino     |
| Brian McKeever | Esquí de fondo             | 20 km discapacidad visual masculino        |
| Bronce |                            |                                            |
| Brian McKeever | Biatlón                    | 7,5 km ceguera masculino                   |
| Kimberly Joines | Esquí alpino               | Supergigante sentado femenino              |
| Chris Williamson | Esquí alpino               | Supergigante discapacidad visual masculino |
| Colette Bourgonje | Esquí de fondo             | 5 km silla de esquí femenino               |
| Colette Bourgonje | Esquí de fondo             | 10 km silla de esquí femenino              |